# Пиккард, Ник
Николас «Ник» Пиккард (род. 16 апреля 1975 года, Лондон, Великобритания) — английский актёр телевидения и кино. Ник — звезда телесериала «Холлиокс».
Дебютировал в кино в одиннадцатилетнем возрасте, сыграв главную роль в фильме-сказке «Мио, мой Мио» совместно с начинающим тогда свою карьеру двенадцатилетним Кристианом Бейлом. В начале 90-х годов прошлого века снялся в клипах Over My Shoulder коллектива Mike + The Mechanics и Almost Unreal дуэта Roxette.

## Карьера
Пиккард изучал театральное искусство в нескольких лондонских театральных колледжах. Работал в театре, где он был задействован в постановках таких авторов, как Уильям Шекспир и Генрик Ибсен.
Начиная с 1995 года, Ник исполняет одну из главных ролей в сериале «Холлиокс», являясь единственным актёром, снимающимся в сериале с самого начала. На протяжении более 15 лет Ник рос и взрослел вместе со своим персонажем Тони Хатчинсоном.
Ник Пиккард является владельцем нескольких ресторанов в Шеффилде. Активный болельщик футбольного клуба «Челси», в свободное время увлекается игрой в футбол и сквош. Поддерживает благотворительную организацию Children’s Food Trust.

## Личная жизнь
Младший брат Ника, Джон, — тоже актёр. Некоторое время назад Ник встречался с партнёршей по сериалу Джоанной Тейлор. У Ника есть дочь, которую зовут Элли Пиккард.

## Фильмография
| Год                 | Название                                            | Роль                         |
| ------------------- | --------------------------------------------------- | ---------------------------- |
| 1987                | Мио, мой Мио                                        | Боссе / принц Мио            |
| 1990                | You Rang, M'Lord?                                   | мальчик на фабрике           |
| 1991                | Now That It’s Morning                               | Иэн                          |
| 1993                | ROXETTE — Almost Unreal (видеоклип)                 | главная роль                 |
| 1994                | Mike + The Mechanics — Over My Shoulder (видеоклип) | влюблённый студент           |
| 1994                | Grange Hill                                         | Марк                         |
| 1994                | EastEnders                                          | маленький бродяга            |
| 1995-по наст. время | Холлиокс                                            | Тони Хатчинсон               |
| 1999                | Brookside: Double Take!                             | Роско Мэён                   |
| 2001                | Hollyoaks: Movin' On                                | Тони Хатчинсон               |
| 2005                | The Match                                           | камео                        |
| 2007                | За короля и страну                                  | капитан Филипп Левал-Гримвуд |
| 2009                | Hollyoaks: Later                                    | Тони Хатчинсон               |
| 2009                | Hollyoaks: The Good, The Bad & The Gorgeous         | Тони Хатчинсон/Джэк Доусон   |
| 2010                | SING FOR ENGLAND — HOLLYOAKS (видеоклип)            | камео                        |